# Gravetat quàntica canònica
En física, la gravetat quàntica canònica és un intent de quantificar la formulació canònica de la relativitat general (o gravetat canònica). És una formulació hamiltoniana de la teoria general de la relativitat d'Einstein. La teoria bàsica va ser esbossada per Bryce DeWitt en un article seminal de 1967, i basada en treballs anteriors de Peter G. Bergmann utilitzant les anomenades tècniques de quantificació canònica per a sistemes hamiltonians restringits inventades per Paul Dirac. L'enfocament de Dirac permet la quantificació de sistemes que inclouen simetries de gauge usant tècniques hamiltonianes en una elecció de gauge fixa. Els enfocaments més nous basats en part en el treball de DeWitt i Dirac inclouen l'estat de Hartle-Hawking, el càlcul de Regge, l'equació de Wheeler-DeWitt i la gravetat quàntica de bucle.

## Quantització canònica
En la formulació hamiltoniana de la mecànica clàssica ordinària, el bracket de Poisson és un concepte important. Un "sistema de coordenades canònics" consisteix en variables de posició i moment canònics que satisfan les relacions canòniques entre parèntesis de Poisson,
{\displaystyle \{q_{i},p_{j}\}=\delta _{ij}} on el claudàtor de Poisson ve donat per
{\displaystyle \{f,g\}=\sum _{i=1}^{N}\left({\frac {\partial f}{\partial q_{i}}}{\frac {\partial g}{\partial p_{i}}}-{\frac {\partial f}{\partial p_{i}}}{\frac {\partial g}{\partial q_{i}}}\right).} per a funcions d'espai de fase arbitràries {\displaystyle f(q_{i},p_{j})} i {\displaystyle g(q_{i},p_{j})}. Amb l'ús de claudàtors de Poisson, les equacions de Hamilton es poden reescriure com,
{\displaystyle {\dot {q}}_{i}=\{q_{i},H\},}{\displaystyle {\dot {p}}_{i}=\{p_{i},H\}.}Aquestes equacions descriuen un "flux" o òrbita en l'espai de fases generada per l'Hamiltonià {\displaystyle H}. Donada qualsevol funció d'espai de fases {\displaystyle F(q,p)}, tenim
{\displaystyle {d \over dt}F(q_{i},p_{i})=\{F,H\}.}En la quantificació canònica, les variables de l'espai de fases es promouen a operadors quàntics en un espai de Hilbert i el parèntesi de Poisson entre variables de l'espai de fases es substitueix per la relació de commutació canònica:
{\displaystyle [{\hat {q}},{\hat {p}}]=i\hbar .}En l'anomenada representació de posició, aquesta relació de commutació es realitza mitjançant l'elecció:
{\displaystyle {\hat {q}}\psi (q)=q\psi (q)}i
{\displaystyle {\hat {p}}\psi (q)=-i\hbar {d \over dq}\psi (q)}La dinàmica es descriu per l'equació de Schrödinger:
{\displaystyle i\hbar {\partial  \over \partial t}\psi ={\hat {H}}\psi } on {\displaystyle {\hat {H}}} és l'operador format a partir de l'hammiltonià {\displaystyle H(q,p)} amb la substitució {\displaystyle q\mapsto q} i {\displaystyle p\mapsto -i\hbar {d \over dq}}.